# バーモント共和国

バーモント共和国
Vermont Republic

バーモント共和国（バーモントきょうわこく、英: Vermont Republic）は、1777年にイギリスから独立して建国された共和国。アメリカ合衆国の14番目の州、バーモント州となった1791年まで存続した。

## 歴史
1763年のパリ条約でフレンチ・インディアン戦争が終りを告げ、バーモントの地はイギリスの領有するところとなった。その地域の一部はニューヨーク植民地とニューハンプシャー植民地に支配されていた。これはニューハンプシャー植民地政府による裏書きのあるニューハンプシャー特権地と、イギリス王ジョージ3世がニューヨークの一部とする決定を行ったことのために所有権に関わる紛争が続いていたことによっていた。

## 設立
イーサン・アレンとその率いるグリーン・マウンテン・ボーイズ（1764年結成）が民兵組織となり、まずイギリスに対して反抗し、次にニューヨーク植民地とニューハンプシャー植民地に対して反抗した。1775年のアメリカ独立戦争開戦により、イギリス軍はもはやバーモントを抑える力はなく、1776年にアメリカ合衆国の独立を宣言した13植民地にとっても、イギリス軍との戦いを続けるためには、バーモントとの抗争を続けるよりも味方に引き入れた方が良策という見方をしていた。そのような情勢の下で、この地域の反乱軍が政府を作り、1777年1月15日にニューコネチカット共和国（the Republic of New Connecticut）の独立を宣言したが、グリーン・マウンテンズ共和国（the Republic of the Green Mountains）の名が広く知られていたことから、同年7月8日に巣立ちしたばかりの国の名は「バーモント」（ "Green Mountains" をフランス語に言い換えた "les Verts Monts" から）に公式に変更された。

## 政府の構成

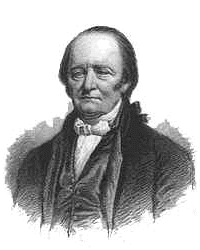
バーモント共和国初代知事
トマス・チッテンデン

バーモント共和国憲法はイライジャ・ウエストのウィンザー酒場で1777年に起草され批准された。これは北アメリカでは最初の成文憲法であり、世界で初めて奴隷制度を禁止し、所有資産によらず全ての成人男性に選挙権を認めた憲法でもあった。バーモント共和国が存続した間、政府は自らの貨幣を発行し、郵便制度も機能させた。共和国議会と知事委員会はグリーン・マウンテン・ボーイズ歩兵隊の旗を国旗に制定した。共和国知事トマス・チッテンデンは委員会と一院制議会の承認に基づきフランス、オランダおよびフィラデルフィアにあったアメリカ政府に大使を派遣した。バーモント共和国は「気乗りしない共和国」と言われることがある。というのも建国当初の住人の多くはアメリカ合衆国との政治的連帯を望んでいたからである。
独立国としての状態はアメリカ合衆国が憲法を制定した後の1791年まで保たれ、奴隷制を続けるケンタッキー州の対極に来る奴隷制のない州として、アメリカ合衆国に加入した。バーモントの加入は北部の小さな州や、西部辺境に拡張する可能性が低く領有権の争いに執着していた州によって支持された。トマス・チッテンデンは共和国時代のほとんどをその首長として活動し、バーモント州初代知事にもなった。
1793年バーモント州憲法は1777年バーモント共和国憲法に多少の修正を施して制定された。例えば三権分立である。その後幾つかの修正が加えられ現在に至っている。